# Dezentrale Stromerzeugung

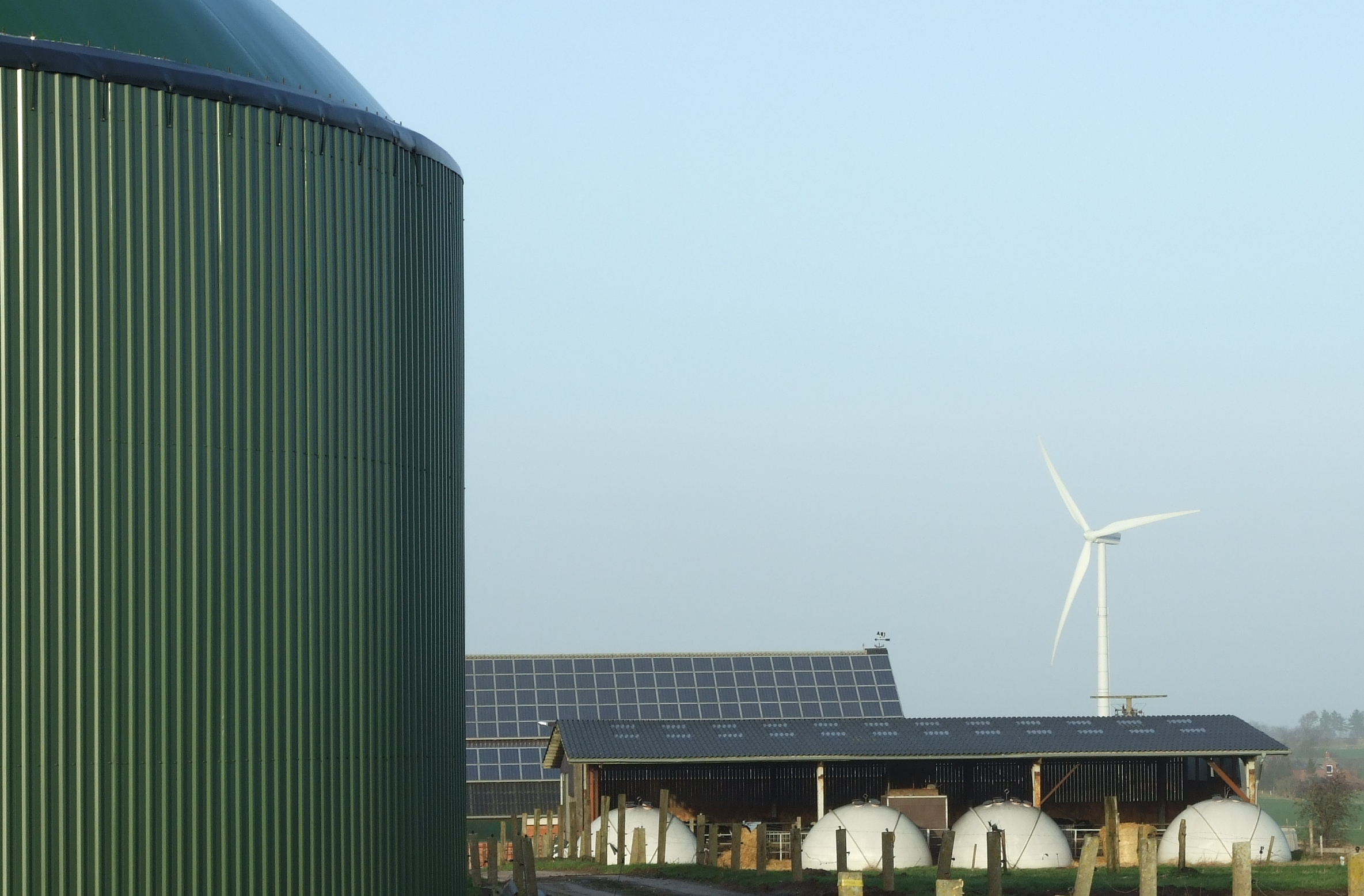
Dezentrale Energiequellen Windenergie, Photovoltaik und Biomasse im ländlichen Raum

Bei einer dezentralen Stromerzeugung wird elektrische Energie verbrauchernah erzeugt, z. B. innerhalb oder in der Nähe von Wohngebieten und Industrieanlagen mittels Kleinkraftwerken. Die Leistungsfähigkeit der Stromerzeugungsanlagen ist in der Regel nur auf die Deckung des Energiebedarfs der unmittelbar oder in der näheren Umgebung angeschlossenen Stromverbraucher ausgelegt. Auch Inselnetze, d. h. die Zusammenschaltung kleiner, weniger Stromerzeuger und -verbraucher an abgelegenen Orten, die nicht an das öffentliche Stromnetz angeschlossen sind, zählt man zur dezentralen Stromerzeugung. Auch Windparks, Solarparks und Wasserkraftwerke werden oft der dezentralen Stromerzeugung zugerechnet, obwohl dies nur dann stimmt, wenn deren Energie regional vor Ort verbraucht werden kann.

## Allgemeines
Im Gegensatz zur zentralen Stromerzeugung wird die elektrische Energie bei der dezentralen Stromversorgung nicht ins Hochspannungsnetz eingespeist, sondern ins Mittel- und Niederspannungsnetz. 
Um fluktuierende Erzeugung zu integrieren, ist Netzausbau bei Übertragungs- und Verteilnetzen erforderlich. Nachdem Agora in verschiedenen Gutachten die enorme Divergenz der Netzentgelte von Verteilnetzbetreibern in Deutschland, insbesondere die durch die Windeinspeisung getriebenen, sehr hohen Netzentgelte der norddeutschen Verteilnetzbetreiber, analysierte, wurden über das Gesetz zur Modernisierung der Netzentgeltstrukturen von 2017 Kosten des Netzbetriebs, die zuordenbar durch die Integration von dezentralen Anlagen zur Erzeugung aus erneuerbaren Energiequellen verursacht werden, bundesweit umgelegt. Dies folgte dem Eingeständnis, das lokal eingespeister und verbrauchter Strom nicht etwa die Netzkosten senkt, das Gegenteil ist der Fall. Zum Beispiel ist die Offshore-Netzumlage ein Strompreisbestandteil, der Netzkosten beinhaltet, die direkt der Energiewende zuzuordnen sind. Die Bundesnetzagentur veröffentlichte 2023 ein weiteres Eckpunktepapier zur sachgerechten Verteilung von Mehrkosten im Netz aus dem Ausbau Erneuerbarer Energien. Künftige durch die Energiewende notwendig gemachte Investitionen in den Ausbau der Stromnetze bezifferte der Bundesrechnungshof bis 2045 auf mehr als 460 Milliarden Euro (mehr als viermal so viel wie im Zeitraum 2007 bis 2023 angefallen waren).
Häufig wird die dezentrale Stromerzeugung als Teilaspekt der Energiewende aufgefasst und mit der Umstellung von fossil-nuklearen Energieerzeugung auf erneuerbare Energien in Verbindung gebracht. Beides ist jedoch nicht zwingend miteinander verknüpft. So können z. B. Blockheizkraftwerke sowohl mit erneuerbarem Biogas als auch mit fossilem Erdgas betrieben werden. Dagegen gibt es zentrale Ansätze bei der Energiegewinnung aus alternativen Quellen wie die Offshore-Windparks sowie das Desertec-Konzept, bei welchem die Errichtung großer Solarkraftwerke mit Leistungen von einigen Gigawatt in Nordafrika geplant ist.
Gemäß dem Institut für Ökologische Wirtschaftsforschung kamen zwei Drittel der Wertschöpfung durch erneuerbare Energien (2012: 25 Mrd. Euro) Städten und Gemeinden zugute und leiste einen Beitrag zur Entwicklung strukturschwacher Räume. Zudem verteilen sich die Arbeitsplätze erneuerbarer Energien breit über das gesamte Bundesgebiet.

## Dezentralität als Strukturmerkmal der Stromwirtschaft
Während auf der Verbraucherseite das Strukturmerkmal der Dezentralität in der Stromwirtschaft insbesondere durch den Ausbau des Stromnetzes in Industrienationen einen hohen Grad erreicht hat, wird Dezentralität auf der Erzeugerseite erst im Zuge der Energiewende das dominante Strukturmerkmal. Dies ist vor allem bedingt – wenn auch nicht zwingend (siehe oben) – durch die zunehmende Nutzung erneuerbarer Energien, die eine geringere räumliche Konzentration und deren Träger eine geringere Energiedichte aufweisen als fossile und nukleare Energie. Weitere Treiber hin zu einer stärkeren Dezentralität sind soziale und wirtschaftliche Faktoren (lokale bzw. regionale Wertschöpfung, breitere Teilhabe und Bürgerbeteiligung, Autonomie durch weitgehende Eigenversorgung, größere Akzeptanz, Reduktion des Bedarfs für den Ausbau des Übertragungsnetzes). Politisch hat sowohl die Liberalisierung des Strommarktes seit den 1990er Jahren und insbesondere in Deutschland das Erneuerbare-Energien-Gesetz seit 2000 bewirkt, dass in Deutschland mehr als 1,5 Millionen Solar- und etwa 27.000 Windenergieanlagen sowie 9.000 Kleinkraftwerke auf Basis von Biogas Strom ins öffentliche Netz einspeisen (Stand 2017). Die zunehmende Dezentralität des Strommarktes verlangt eine veränderte Topologie des Stromnetzes (siehe auch Intelligentes Stromnetz, Virtuelles Kraftwerk, Flexumer). So müssen Erzeugung und Verbrauch stets ausgeglichen sein. Aus technischen, wirtschaftlichen, umweltpolitischen und sozialen Gründen ist dies jedoch nicht immer und überall über den Markt zu gewährleisten. Deshalb muss dieser Ausgleich mithilfe von technischen, dazu zählen z. B. Energiespeicher und regelbare Produzenten und/oder Konsumenten (Flexumer), oder marktlichen Lösungen sichergestellt werden. Im Zuge des Lastmanagements wird beispielsweise durch wirtschaftliche Anreize für Erzeuger, Verbraucher und Pro- bzw. Flexumer (z. B. Entgelte, Steuern, Abgaben) deren „netzdienliches Verhalten“ über Marktmechanismen gefördert. Dabei sind drei Situationen zu unterscheiden: (1) Erzeugung und Verbrauch ohne Nutzung des öffentlichen Netzes (Eigenverbrauch), (2) Erzeugung und Verbrauch innerhalb einer Region (Ausgleich im Verteilnetz) sowie (3) überregionaler Ausgleich von Erzeugung und Verbrauch (Ausgleich im Übertragungsnetz).

## Technologien
Kleine Erzeugungsanlagen haben im Allgemeinen einen geringeren Stromerzeugungs-Wirkungsgrad als Großkraftwerke. Dies trifft jedoch nicht bei allen Technologien zu. So ging z. B. der VDE bereits 2007 davon aus, dass sich durch den Ausbau der dezentralen Energieversorgung die Effizienz von Kraftwerken um 10 % steigern lässt, womit Primärenergie eingespart wird, sich die Abhängigkeit von Energierohstoffimporten verringert und die CO2-Emissionen gesenkt werden können.

### Blockheizkraftwerke

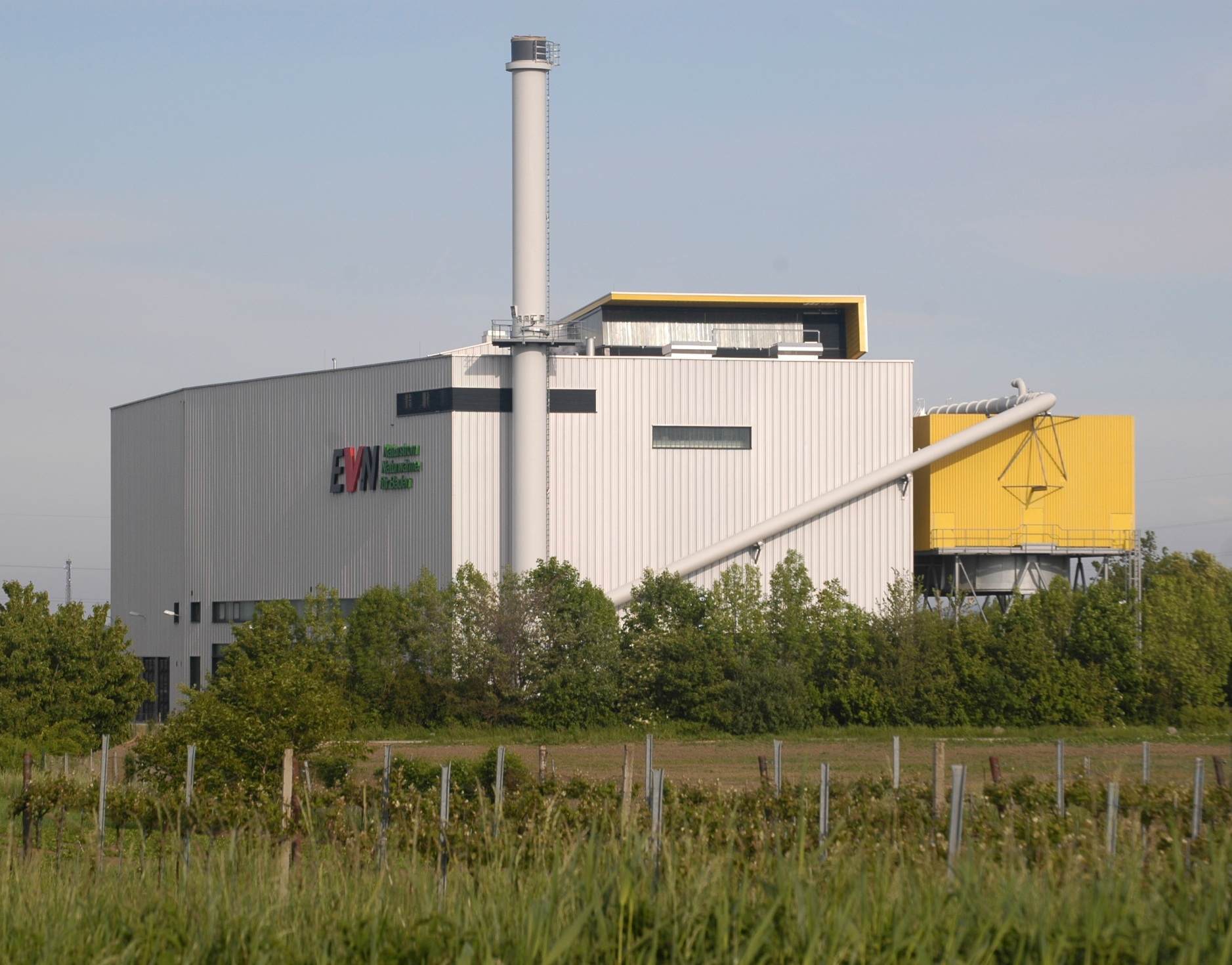
Das Biomasseheizkraftwerk Baden erzeugt den Strombedarf und Wärmebedarf von 10.000 Haushalten und kann damit die Haushalte von Baden bei Wien autark versorgen

Bei der gekoppelten Erzeugung von Strom und Wärme im Blockheizkraftwerk ist der Gesamtwirkungsgrad bei Ausnutzung beider Energieformen wesentlich höher. Wenn Biomassekraftwerke und Biogasanlagen am Ort oder in der Nähe der Erzeugung des Primärenergieträgers Biomasse gebaut werden, können die Transportkosten durch Begrenzung des Einzugsradius begrenzt werden. Bei Blockheizkraftwerken kann die Abwärme in Form von Fernwärme genutzt werden.
Zwar haben diese Anlagen bei einer Kraft-Wärme-Kopplung geringere elektrische Wirkungsgrade, was jedoch durch die Abwärmenutzung in der Regel mehr als ausgeglichen wird. Wird die Anlage ohne Kraft-Wärme-Kopplung (KWK) betrieben, geht der andere Teil der Energie unwiederbringlich verloren. 
Mit dem Wandel des Energieversorgungssystems infolge der Energiewende kommt Blockheizkraftwerken eine wichtige Funktion zu. Um die Wärmeversorgung jederzeit zu gewährleisten, sind einige Anlagen mit Wärmepufferspeichern sowie Heizstäben ausgerüstet, sodass auch zur Zeiten, wenn die Einspeisung der volatilen Energiequellen hoch ist und das Blockheizkraftwerk nicht für die Stromerzeugung benötigt wird, die notwendige Wärme elektrisch erzeugt werden kann. Derart ausgerüstete Blockheizkraftwerke sind in der Lage, je nach Bedarf elektrische Energie zu erzeugen bzw. zu verbrauchen.

### Photovoltaik

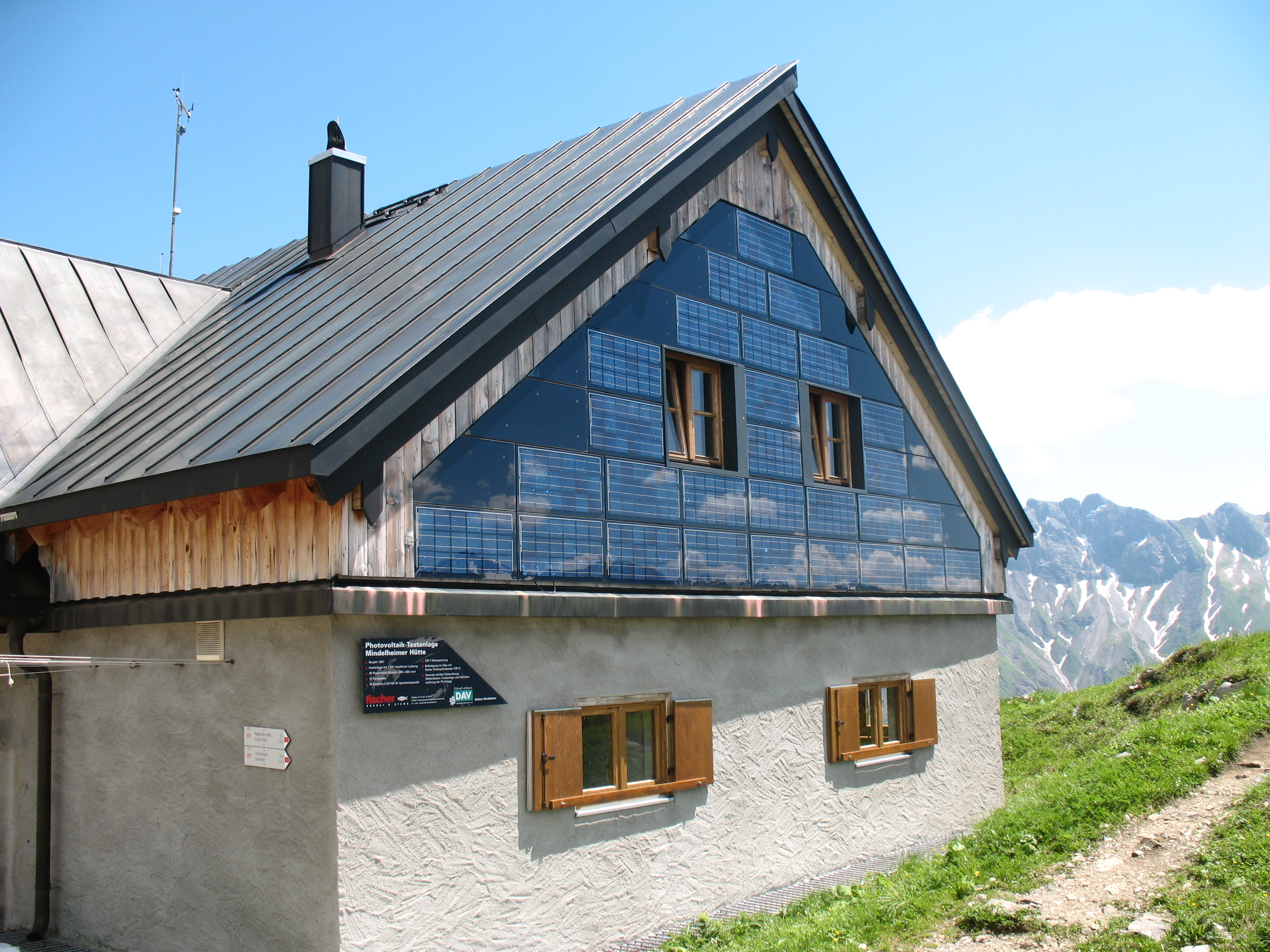
In die Hausfassade integrierte Solarmodule

Durch Photovoltaik wird auf direktem Weg aus elektromagnetischer Strahlung (hier: Sonnenlicht) elektrische Energie erzeugt. Obwohl sie seit 1958 zur Energieversorgung von Raumflugkörpern eingesetzt wird, hat sie bei Stromerzeugung in Deutschland erst durch die Senkung der Anlagenkosten, unter anderem durch das Erneuerbare-Energien-Gesetz (EEG), energiewirtschaftliche Bedeutung erlangt. Klassische Beispiele sind Aufdachanlagen, die auf Wohn-, Gewerbe- und Industriegebäuden montiert werden und deren elektrischer Ertrag zu einem relativ großen Anteil selbst verbraucht wird. Daher ist bei Photovoltaikanlagen eine dezentrale Einspeisung Standard. Während typische Aufdachanlagen von Wohnhäusern in der Regel nur wenige kW-Peak leisten, reicht die Peakleistung von Solaranlagen auf Gewerbe- und Industriebauten bis in den MW-Bereich.
Um die starken regionalen Schwankungen bei der PV-Stromerzeugung zu verringern und den Anteil des direkten Eigenverbrauchs zu erhöhen, können Batteriespeicher eingesetzt werden. Diese bestehen aus Akkumulatoren und Wechselrichter. Durch Batteriespeicher ergibt sich außerdem die Möglichkeit der unterbrechungsfreien Stromversorgung und damit eine Erhöhung der Versorgungssicherheit der Stromkunden. Die Netzeinspeisung durch dezentrale PV-Stromerzeugung wird geglättet und der dezentrale Selbstverbrauch optimiert.

### Windenergie
Windenergie wird mittels Windkraftanlagen genutzt. Dies kann sowohl zentral, wie z. B. im Fall eines Offshore-Windparks, als auch dezentral geschehen, wie häufig bei der Onshore-Windenergie der Fall. Zwar existieren auch große Onshore-Windparks mit einer Leistung von mehreren 100 MW, viele Onshore-Windparks sind dagegen meist kleiner, der Strom wird deshalb eher dezentral in Verbrauchernähe erzeugt. Die Einspeisung solcher Windparks erfolgt entweder ins Mittelspannungsnetz oder ins Hochspannungsnetz (Verteilebene).

### Wasserkraft
Wasserkraftwerke dienen heutzutage fast ausschließlich dazu, elektrischen Strom zu erzeugen. Wasserkraftwerke können als Kleinwasserkraftwerke dezentral und somit verbrauchernah produzieren. An großen Flüssen befindliche Wasserkraftwerke sind der regionalen und im Netzverbund eher der zentralen Stromerzeugung zuzuordnen.

### Stromtransport
Durch eine dezentrale Stromerzeugung und den Verbrauch vor Ort muss der Strom weniger weit transportiert werden. In Deutschland machen die Transportkosten von Strom mehr als 20 Prozent des gesamten Strompreises aus. Durch eine dezentrale Stromerzeugung können somit Transportkosten gespart werden, sowohl was den Betrieb des Stromnetzes (OPEX) als auch die Investition in die Infrastruktur (CAPEX) betrifft.

### Energiespeicher
Mit Hilfe von elektrischen Energiespeichersystemen kann dezentral produzierte Elektroenergie dezentral gespeichert werden und nach Bedarf dann auch dezentral verbraucht werden. Speicherkraftwerke stehen in vielen Größen bereit, aber auch als Akkusysteme z. B. Batteriespeicher für die Kurzfristspeicherung, die die Speichermenge bis hin zum Hausverbrauch regeln können. Diesen dezentralen Kleinspeichern für elektrische Energie wird zusammen mit anderen Speichertechnologien sowie dem Ausbau der regenerativen Stromerzeuger und der Stromnetze eine wichtige Rolle bei der Energiewende zugewiesen.